# Ильичёвское сельское поселение (Ленинский район, Волгоградская область)
Ильичёвское се́льское поселе́ние — муниципальное образование в составе Ленинского района Волгоградской области.
Административный центр — посёлок Путь Ильича.

## История
Ильичевское сельское поселение образовано 14 февраля 2005 года в соответствии с Законом Волгоградской области № 1004-ОД.

## Население
| 2010 | 2012 | 2013 | 2014 | 2015 | 2016 | 2017 |
| ---- | ---- | ---- | ---- | ---- | ---- | ---- |
| 982  | ↘976 | ↘968 | ↘939 | ↘908 | ↘890 | ↘865 |
| 2018 | 2019 | 2020 | 2021 |      |      |      |
| ↗871 | ↗894 | ↘880 | ↘866 |      |      |      |

## Состав сельского поселения
| № | Населённый пункт | Тип населённого пункта          | Население |
| - | ---------------- | ------------------------------- | --------- |
| 1 | Путь Ильича      | посёлок, административный центр | 724       |
| 2 | Тракторострой    | посёлок                         | 258       |